# Phtheirospermum muliense
Phtheirospermum muliense är en snyltrotsväxtart som beskrevs av Cheng Yih Wu och D.D. Tao. Phtheirospermum muliense ingår i släktet Phtheirospermum och familjen snyltrotsväxter. Inga underarter finns listade i Catalogue of Life.